# ござれや阿賀橋
ござれや阿賀橋（ござれやあがばし）は、新潟県新潟市の阿賀野川に架かる国道113号（重複: 国道345号）の道路橋梁。西詰は東区、東詰は北区に位置している。新潟市の都市計画道路「山の下東港線」の一部として「松浜橋上流橋」の事業名称で整備事業が進められ、2009年（平成21年）9月13日に供用を開始した。

## 概要

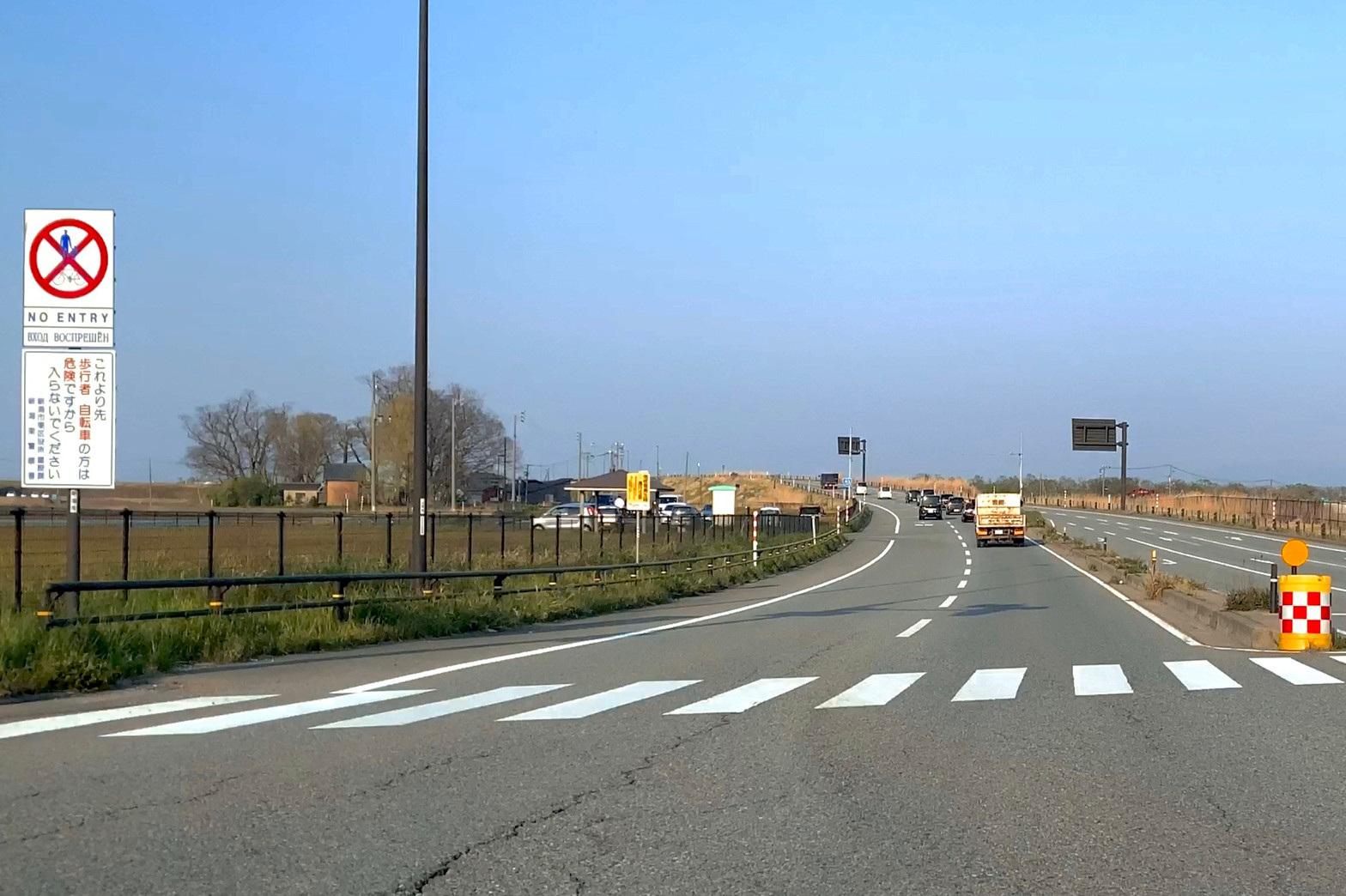
津島屋八丁目交差点からござれや阿賀橋方向を望む（2020年4月）
車道への自転車等乗り入れ不可の標識がある（日本語・英語・ロシア語）。歩道は橋梁部にのみ設置されており、橋前後の区間では側道を利用する形となる。

橋長937.0m、幅員12.25mを有する7径間連続および6径間連続鋼開断面箱桁橋。完成4車線だが、2009年（平成21年）の開通時から当分の間は下流側の橋梁を使用した暫定2車線で供用される。このため、歩道は下流側にのみ設置されている。
また、この事業において整備されている新潟市東区津島屋から同市北区神谷内に至る延長3.1kmの区間全体が立体交差方式で、東詰側に西名目所インターチェンジが設けられているが、起点・終点以外に平面交差は設置されていない。
阿賀野川の下流から2番目に架かる橋梁で、下流側には旧国道113号の松浜橋が、上流側には国道7号（新新バイパス）の阿賀野川大橋が、それぞれ架橋されている。
「一般国道113号 松浜橋上流橋」の事業は、阿賀野川に架かる松浜橋、阿賀野川大橋と新潟県道3号新潟新発田村上線（旧7号・新発田街道）の泰平橋の一般道路3橋梁の渋滞解消と、両岸地域の交流促進、市内の交通拠点間のアクセス効率向上などを目的に進められているものである。

### 山の下東港線

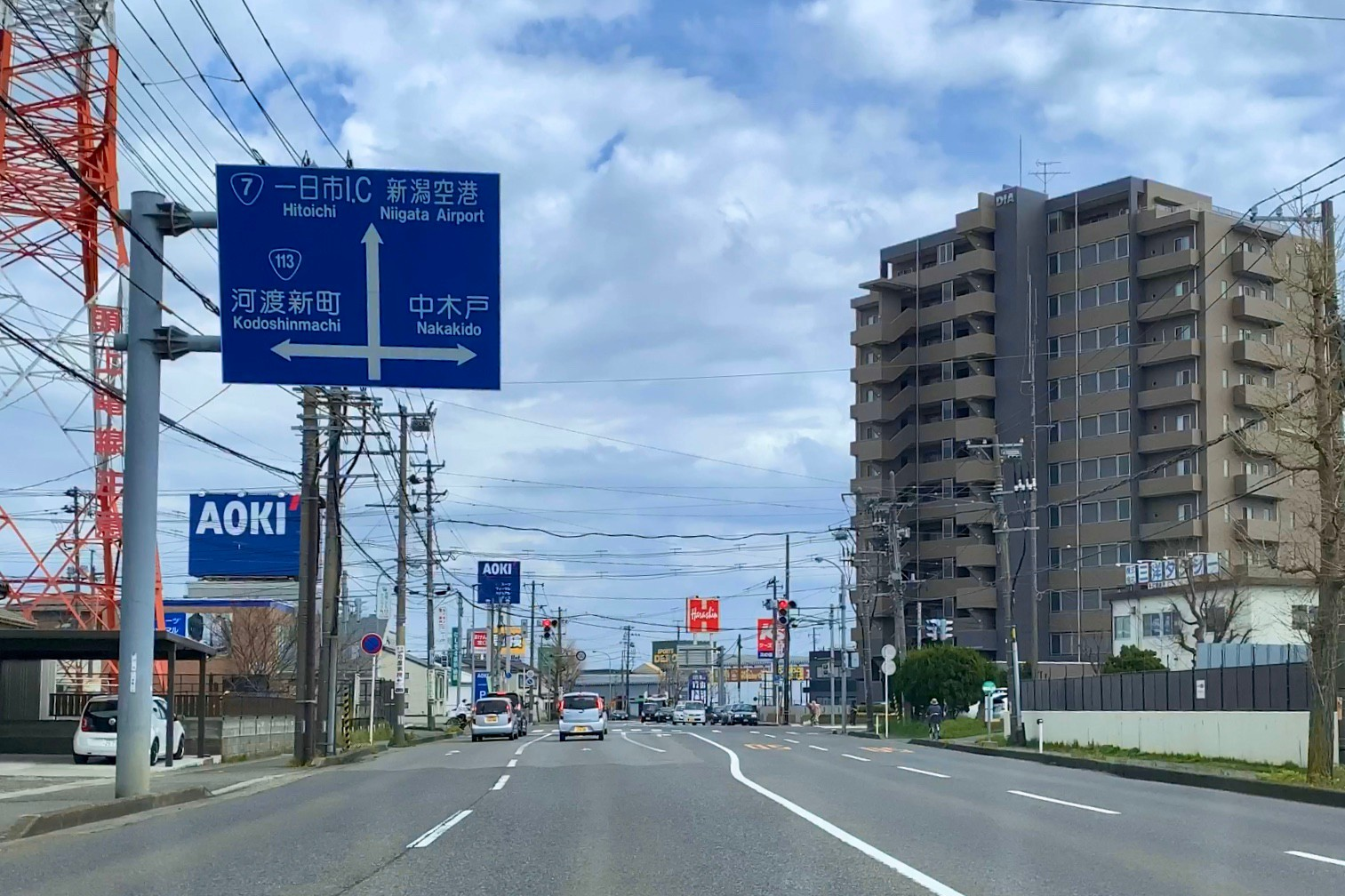
山の下東港線（藤見町付近、2020年4月）

新潟市と北蒲原郡聖籠町の都市計画道路「山の下東港線」は、新潟市中心部と新潟港東港区（新潟東港）とを連絡する幹線街路として整備が進められている、東区山ノ下地区から聖籠町東港三丁目に至る延長22.8kmの道路である。現在の開通区間は、東区東新町から同区津島屋に至る区間（新潟市道山の下東港線）、津島屋から当橋梁を介して北区神谷内に至る区間（国道113号・松浜橋上流橋の事業区間）、北区笹山東から同区横土居に至る区間（国道113号・横土居バイパスの事業区間）、さらに横土居から聖籠町東港三丁目（国道113号）に至る区間で、神谷内から笹山に至る残存区間は2012年8月現在、事業に着手している区間は無い。
このうち、市道山の下東港線は1970年代前半までに東新町から東区河渡までが、2000年代前半には当橋梁西詰の津島屋までが順次竣工し、現在供用中の区間は東区大山地内や当橋梁周辺など一部を除き、ほぼ全線が4車線で供用されている。新潟市は山の下東港線の整備を進めるべく、松浜橋上流部を経由する道路橋梁の建設を計画していたが、市単独では事業遂行が困難なことから、この「松浜橋上流橋」の事業区間については国土交通省北陸地方整備局新潟国道事務所が、国道113号の区間として権限を代行して施工を実施し、既供用区間の維持管理は新潟市東区と北区の各建設課が行っている。

## 歴史

### 橋梁の着工に至るまで
阿賀野川の下流域は川幅が広いため、架橋には莫大な費用と長い工期を要することもあって、旧新潟市域の橋梁は1970年代までは松浜橋と泰平橋の2つしか設けられていなかった。豊栄市（現北区）や新発田市など近隣市町村のベッドタウン化が1960年代後半から急速に進捗し、両橋梁の交通量は大幅に増加。しかし両橋梁とも車線幅が狭いトラス橋で、朝夕のラッシュ時を中心に渋滞が慢性化した。1977年（昭和52年）に新新バイパスが延伸開通して阿賀野川大橋が暫定2車線で供用を開始し、さらに1986年（昭和61年）に全面竣工して4車線化されたものの、新新バイパスには都市間輸送や通過交通に加え、生活交通目的の車両までもが集中し、こちらも渋滞や速度低下が慢性化した。また阿賀野川大橋西側の海老ヶ瀬インターチェンジは高架部が片側2車線となっておりボトルネック渋滞がしばしば発生するなど、道路施設に関する問題も渋滞の慢性化を誘発する要因となっている。
新潟県と新潟市、豊栄市、聖籠町の3市町は新潟東港の開削に伴い、市内中心部と東港とを連絡する幹線街路として、1941年（昭和16年）に計画決定していた都市計画道路「河渡松崎線」の終点を東港の港域まで延伸して、路線名を「山の下東港線」（延長22.8km）に改称した上で1968年（昭和43年）に計画決定し、その一環として松浜橋の上流部に道路橋梁を新設する構想を立案したが、第一次オイルショックの発生や、前述の新新バイパスの建設を優先したことなどで計画は進捗しなかった。しかし前述の通り、新新バイパスの開通・完成後も交通量の増大は続き、新潟市以北の幹線道路網の拡充が喫緊の課題となりつつあった。
そこで新潟県と新潟市は、当時の建設省と松浜橋上流橋の建設に関する協議を進めた結果、橋梁部を含む区間について国の権限代行によって建設事業を進めた上で、開通後の区間は国道113号の区間として、新潟県が維持管理業務を行う方式で整備することになり、2001年（平成13年）度に新規事業化された。
2003年（平成15年）度から用地取得に着手し、2005年（平成17年）度から道路の施工に着手。そして上流橋本体の起工式は2006年（平成18年）11月13日に執り行われ、同月から本格的に架橋が開始された。また新潟市が2007年（平成19年）4月1日から政令指定都市へ移行するのに伴い、開通後の維持管理業務は新潟市が行うことになった。

### 橋梁の工法
右岸側にドックを作り、そこで橋桁を作製し順次クレーン船で架橋した。

### 橋梁の名称決定に至るまで
新潟国道事務所は2009年（平成21年）1月18日から1月31日にかけ、沿線となる両区の小学校5校の児童と市民を対象として「阿賀のござれや橋」「ござれや阿賀橋」「阿賀のみらい橋」「阿賀のゆめ橋」「大阿賀ブリッジ」「大助小助橋（おおすけこすけばし）」「チューリップブリッジ」の7つの候補から橋の名称を選択するアンケート調査を実施し、合計1132通の回答が寄せられた。その結果、阿賀北地域で使用される新潟弁で「いらっしゃい」を意味する「ござれや」を含む前者2候補が全体の1/4を占め、またアンケートの自由意見にも「ござれや」に対する反響が多く寄せられた。これを基に、新潟市と新潟国道事務所、沿線の地元住民団体などから成る「松浜橋上流橋（仮称）を有効に使う会」において検討した結果、名称は「ござれや阿賀橋」に決定し、3月25日に正式発表された。また橋梁部に設置する銘板には各小学校の習字が採用されることになった。

### 橋梁の開通後
2009年（平成21年）秋に開催の国民体育大会「トキめき新潟国体」ならびに全国障害者スポーツ大会「トキめき新潟大会」に合わせ、9月13日15時から暫定供用を開始した。
当橋梁の整備事業によって阿賀野川を渡る道路が増設され、また北区内の国道113号から同区藤見町で交差する新潟県道4号新潟港横越線（赤道）や東新町で交差する東港線バイパスなどとのアクセス効率が向上することによって既存橋梁の渋滞解消が期待されており、開通後の9月18日に新潟国道事務所が発表した交通量の速報値（開通前の9月3日、開通後の9月15日にそれぞれ計測）において、松浜橋では朝ラッシュ時の最大渋滞長がほぼ半減するなど、12時間交通量（午前7時から午後7時まで）が約14%減少した他、阿賀野川大橋で約5%、泰平橋で約1%減少するなど、周辺橋梁の交通負荷軽減が見られた"。
なお、毎年8月下旬に開催される「阿賀野川ござれや花火」の当日は、打ち上げ地点が当橋梁と松浜橋の中間点に位置することなどから、当橋梁の歩道部は安全確保のため通行止とする措置が取られている。
また2013年（平成25年）4月2日付で、国道113号および重複する国道345号は、新潟空港アクセス道路とござれや阿賀橋を経由する区間に指定変更された。なお旧区間は新潟県道17号新潟村松三川線に指定変更されている。